# Курецеле
Курецеле (рум. Curățele) — село у повіті Біхор в Румунії. Адміністративний центр комуни Курецеле.
Село розташоване на відстані 381 км на північний захід від Бухареста, 55 км на південний схід від Ораді, 90 км на захід від Клуж-Напоки, 139 км на північний схід від Тімішоари.

## Населення
За даними перепису населення 2002 року у селі проживали 458 осіб, з них 457 осіб (99,8%) румунів. Рідною мовою 456 осіб (99,6%) назвали румунську.